# Feldherren-Klasse
Die Feldherren-Klasse war ein Dampferschiffstyp des Norddeutschen Lloyd, von dem in den Jahren 1903 bis 1908 auf den Reichspostdampferlinien nach Ostasien und Australien elf Schiffe eingesetzt wurden. Als erstes Schiff wurde die Zieten am 15. Januar 1903 von F. Schichau in Danzig abgeliefert. Schichau lieferte fünf Schiffe dieses Typs. Als zweites Schiff wurde die Roon von der Joh. C. Tecklenborg-Werft fertiggestellt, nach der die Schiffsklasse in einigen Veröffentlichungen auch benannt wurde. Die Tecklenborg-Werft liefert drei Schiffe der Klasse, die AG Vulcan Stettin eins und die AG Weser zwei Schiffe. Die ersten fünf Schiffe von 1903/04 waren zirka 8.000 BRT groß, die zweite Serie von 1906 bis 1908 zwischen 8.800 und 9.000 BRT.
Diese Schiffe ersetzten die älteren Reichspostdampfer und reduzierten den Einsatz der Barbarossa-Klasse auf die Hauptreisesaison der Postdampferlinien.

## Dienst beim NDL

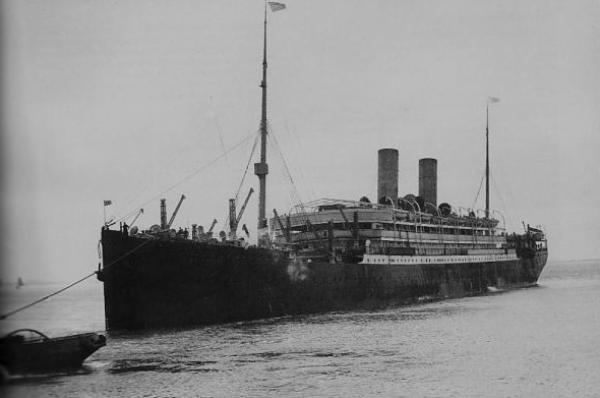
Die Barbarossa

Die über 10.000 BRT großen Schiffe der Barbarossa-Klasse waren die erste große Serie, die der NDL für die von ihm betriebenen Reichspostdampferlinien bestellte. Diese Schiffe erwiesen sich bald als zu groß für den Betrieb über die ganze Saison und zu kostspielig. Auch waren sie noch nicht hinreichend für den Tropendienst angepasst.
Der NDL entwickelte daher die kleineren Dampfer der Feldherren-Klasse, die sich im Tropendienst sehr bewährten. Sie konnten im Unterdeck eine große Zahl von Zwischendeckspassagieren aufnehmen, der Raum wurde aber im Postdampferdienst nur für Ladung genutzt. Im vorderen Teil des Hauptdecks befanden sich die Räume für die Fahrgäste III. Klasse. Im Oberdeck befand sich vorn der Speisesaal I. Klasse im Brückenhaus an den sich ein Teil der Kabinen anschloss. Im Heckaufbau waren Speisesaal und Kabinen II. Klasse. Auf dem Promenadendeck befanden sich weitere Kabinen I. Klasse und hinter dem Schornstein der Rauchsalon. Der Heckaufbau hatte hier noch Gesellschaftsräume für die II. Klasse.

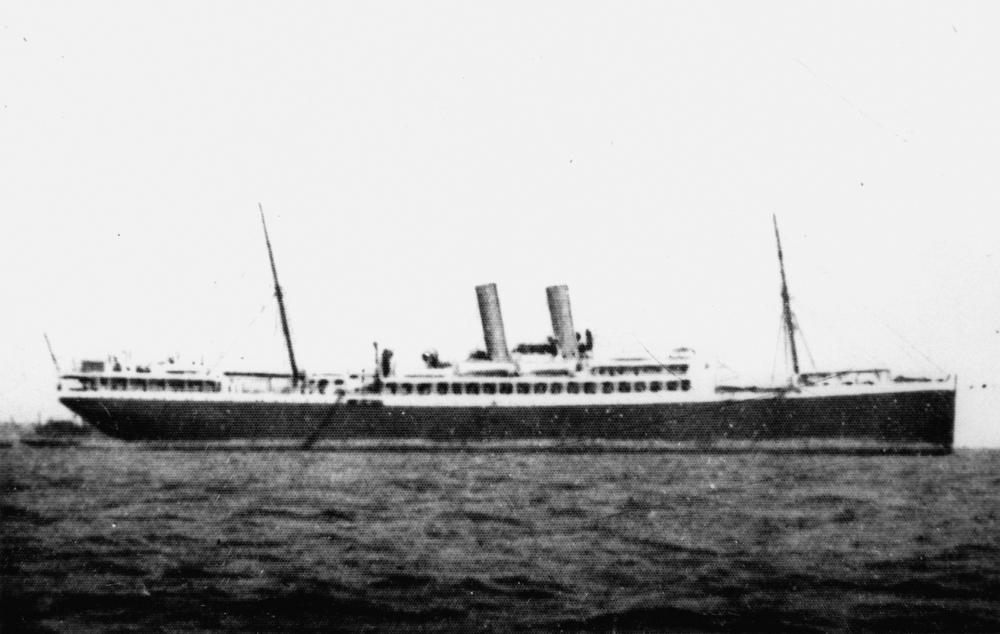
Die Prinz Ludwig

Alle waren Doppelschraubendampfer mit einem Schornstein und zwei Masten.

Ähnlich in der Grundkonzeption waren die vom Stettiner Vulcan zwischen den beiden Serien gelieferten Reichspostdampfer Prinz Eitel Friedrich und Prinz Ludwig, die allerdings etwas länger waren, eine größere Passagiereinrichtung und zwei Schornsteine hatten.
Die Zieten machte ihre Jungfernreise am 25. Januar 1903 nach New York, sie machte acht Nordatlantikreisen, u. a. im April 1912 eine nach Montreal. Auch die anderen Schiffe machten gelegentlich Reisen über den Nordatlantik, die Yorck am 23. November 1906 ihre Jungfernreise, ebenso die Lützow am 11. April 1908 und die Derfflinger am 9. Mai 1908.
Die Roon, die Seydlitz, die Bülow und die Goeben machten ihre Jungfernreisen nach Ostasien, die Gneisenau, die Scharnhorst und die Kleist  nach Australien. Sie scheinen alle auf beiden Linien zum Einsatz gekommen zu sein; lediglich bei den beiden zuletzt gelieferten Lützow und Derfflinger ist dies unklar.
Die Seydlitz machte als einziges Schiff der Klasse im März 1913 auch eine Rundreise nach Südamerika.
| Fahrten der Reichspostdampfer | Fahrten der Reichspostdampfer | Fahrten der Reichspostdampfer | Fahrten der Reichspostdampfer | Fahrten der Reichspostdampfer | Fahrten der Reichspostdampfer | Fahrten der Reichspostdampfer | Fahrten der Reichspostdampfer | Fahrten der Reichspostdampfer |
| ----------------------------- | ----------------------------- | ----------------------------- | ----------------------------- | ----------------------------- | ----------------------------- | ----------------------------- | ----------------------------- | ----------------------------- |
| Name                          | Bauwerft                      | BRT                           | in Dienst                     | 1. Fahrt nach Ostasien        | Rundreisen                    | 1. Fahrt nach Australien      | Rundreisen                    | NordAtlantik                  |
| Zieten                        | Schichau                      | 8066                          | 1.03                          | 25.01.1903                    | 12                            | 25.11.1903                    | 15                            | J10                           |
| Roon                          | Tecklenborg                   | 8022                          | 4.03                          | 15.04.1903                    | 14                            | 19.02.1908                    | 10                            | 9                             |
| Seydlitz                      | Schichau                      | 7942                          | 6.03                          | 5.08.1903                     | 6                             | 22.02.1905                    | 18                            | 8                             |
| Gneisenau                     | AG Vulcan                     | 8081                          | 8.03                          | 6.07.1904                     | 3                             | 2.09.1903                     | 17                            | 10                            |
| Scharnhorst                   | Tecklenborg                   | 8131                          | 8.04                          | 5.12.1908                     | 7                             | 31.08.1904                    | 19                            | 5                             |
| Bülow                         | Tecklenborg                   | 9028                          | 9.06                          | 26.09.1906                    | 18                            | 23.01.1907                    | 3                             | 5                             |
| Yorck                         | Schichau                      | 8901                          | 11.06                         | 23.11.1906                    | 17                            | 20.02.1907                    | 4                             | J3                            |
| Kleist                        | Schichau                      | 8950                          | 4.07                          | 18.12.1907                    | 18                            | 17.04.1907                    | 2                             | 2                             |
| Goeben                        | AG Weser                      | 8792                          | 7.07                          | 31.07.1907                    | ?                             | .08.1913                      | 1                             | 0?                            |
| Lützow                        | AG Weser                      | 8818                          | 4.08                          | 29.07.1908                    |                               | ==                            | 0                             | J4                            |
| Derfflinger                   | Schichau                      | 9060                          | 5.08                          | 1.07.1908                     | ?                             |                               |                               | J                             |

## Einsatz im Weltkrieg
Bei Kriegsbeginn waren 10 Schiffe unterwegs und nur die Scharnhorst befand sich in Deutschland. Sie wurde zum Lazarettschiff ausgerüstet und diente später als Transporter in der Ostsee.
Yorck und Seydlitz dienten dem Kreuzergeschwader als Versorger und fanden dann in Südamerika Zuflucht.
Zieten traf mit der Königsberg am Persischen Golf zusammen und fuhr dann mit vom Kreuzer beschaffter Kohle nach Mocambique. Im Februar 1916 wurde sie von den portugiesischen Behörden beschlagnahmt und von der Transportes Maritimos do Estado, Lissabon, als Tungue in Fahrt gebracht. 1917 charterten die Briten das Schiff. Auf dem Weg von Karachi nach Milos wurde die ehemalige Zieten am 27. November 1917 durch das deutsche U-Boot UB 51 120 Meilen nördlich von Port Said versenkt.

## Nachkriegseinsatz
1916 hatte Portugal zwei Schiffe der Feldherren-Klasse beschlagnahmt: die Zieten in Mosambik, die dann als einziges Schiff der Klasse 1917 im Krieg verloren ging und die Bülow, die 1914 auf der Ausreise in Lissabon Zuflucht gesucht hatte. Umbenannt in Tras-os-Montes tat sie bis 1922 Dienst, um dann in Lissabon aufgelegt zu werden. 1924 erwarb die Companhia Nacional de Navegaceo das Schiff und benannte es in Nyassa um und setzte es nach Südamerika ein. Im April 1931 diente sie der Portugiesischen Marine als Hilfskreuzer, um Truppen der Regierung zur Bekämpfung einer Meuterei nach Madeira zu bringen.
Zwischen 1940 und 1944 machte sie neben ihren Südamerikafahrten auch noch 14 Reisen in die USA nach New York, Baltimore oder Philadelphia. Im November 1950 wurde das einzig noch vorhandene Schiff der Klasse wieder in Lissabon aufgelegt und 1951 in Blyth abgebrochen. Die beiden von Portugal beschlagnahmten Schiffe waren das mit der kürzesten bzw. das mit der längsten Dienstzeit.
Großbritannien hatte schon 1914 zwei Schiffe im Sueskanal beschlagnahmt und brachte sie als Hunnendampfer, wie die britische Presse sie in Anspielung an die sogenannten Hunnenrede Kaiser Wilhelm II. nannte, sofort wieder in Fahrt. Die von Stelp & Leighton eingesetzte Huntsgreen, ehemals Derfflinger, kaufte der NDL 1923 zurück und setzte sie nach Reparatur und Umbau ab 20. September 1923 wieder ein. Die Huntsend, ehemals Lützow, wurde auch 1923 zurückgekauft und kam am 14. Juni 1924 wieder in Fahrt. Zwei in Südamerika verbliebene Schiffe (ehemalige Versorger des Kreuzergeschwaders) konnte der NDL nach Kriegsende auf Grund des Columbus-Abkommens behalten. Nach Instandsetzung machte die Seydlitz am 12. November 1921 die erste Nachkriegsreise des NDL mit Passagieren und am 11. März 1922 trat dann die Yorck ihre erste Nachkriegsreise an.
Die Kleist hatte bei Kriegsbeginn in Padang, Sumatra, Zuflucht gesucht. 1919 wurde sie an Großbritannien ausgeliefert und bis 1922 von der British India Steam Navigation Company Co. eingesetzt, um anschließend an Japan abgetreten zu werden. Sie fuhr als Yoshino Maru der Nippon Yusen Kaisha (NYK) auf der Strecke Japan–Australien. Im Krieg wurde sie als Transporter und Hospitalschiff eingesetzt. Am 31. Juli 1944 wurde sie in der Luzonstraße durch das  amerikanische U-Boot USS Parche (SS-384) torpediert und versenkt.
Die Roon hatte in Tjilatjap, Java, Zuflucht gesucht und  wurde auch 1919 ausgeliefert. 1920 erfolgte der Verkauf an griechische Eigner und die Umbenennung in Constantinoupolis. Im Mai 1925 wurde sie in Deutschland abgebrochen.
Die Gneisenau befand sich 1914 auf der Ausreise nach Australien in Antwerpen. Im Oktober 1914 wurde sie von den Belgiern in der Schelde versenkt, um die Hafenzufahrt zu behindern. Im Mai 1917 hoben die Deutschen das Schiff und begannen die Reparatur in Antwerpen. Dort beschlagnahmten die Belgier im November 1918 das Schiff und verkauften es am 20. Juni 1920 nach Italien. Die Wiederherstellung erfolgte in Antwerpen und als Citta di Genova fuhr die ehemalige Gneisenau unter italienischer Flagge von Genua auf ihrer alten Strecke nach Fremantle, Melbourne, Sydney und Brisbane vor allem mit italienischen und griechischen Auswanderern, bis sie 1930 in Neapel abgebrochen wurde.
Die beiden übrigen Schiffe der Feldherren-Klasse fuhren zuletzt für die Compagnie Générale Transatlantique (CGT) unter französischer Flagge.
Die Goeben  hatte 1914 Zuflucht in Vigo gefunden und wurde im Januar 1919 nach Frankreich ausgeliefert. Dort wurde sie in Roussillon umbenannt und der  CGT zur Verfügung gestellt. Am 28. September 1920 lief sie erstmals von Marseille nach New York aus und dann am 3. Dezember erstmals aus Le Havre. Auf dieser Route startete sie zuletzt am 18. September 1923 und wechselte zum 1. November auf die Route aus Bordeaux nach New York. Von Bordeaux startete am 24. August 1930 auch ihre letzte Fahrt mit Passagieren. Im Februar 1931 wurde sie in Pasajes, Spanien, abgebrochen.
Die Scharnhorst, die als einziges Schiff der Klasse den Krieg in der Heimat erlebt hatte, wurde am 6. Februar 1919 von den Franzosen in Cherbourg beschlagnahmt, als sie im Gefangenenaustauschdienst beschäftigt war. Sie wurde anschließend von der Messageries Maritimes eingesetzt und 1921 an die CGT abgegeben und in La Bourdonnais umbenannt. Ausgestattet für 122 Kabinen-Passagiere und Platz für 500 weitere in der III. Klasse startete sie am 2. April 1921 erstmals von Le Havre nach New York. Auf dieser Route startete sie zuletzt am 20. Januar 1923. Am 3. März 1923 erfolgte dann die erste Reise ab Bordeaux. Am 31. Januar 1931 startete die ehemalige Scharnhorst zu ihrer letzten Reise mit Passagieren aus Bordeaux über Vigo und Halifax nach New York. 1934 wurde sie in Genua abgebrochen.
| Schicksal der Feldherren-Postdampfer | Schicksal der Feldherren-Postdampfer | Schicksal der Feldherren-Postdampfer | Schicksal der Feldherren-Postdampfer | Schicksal der Feldherren-Postdampfer | Schicksal der Feldherren-Postdampfer                                        |
| ------------------------------------ | ------------------------------------ | ------------------------------------ | ------------------------------------ | ------------------------------------ | --------------------------------------------------------------------------- |
| Name                                 | Bauwerft                             | BRT                                  | in Dienst                            | 1914                                 | weiteres Schicksal                                                          |
| Zieten                               | Schichau                             | 8066                                 | 1.1903                               | Mosambik                             | Tungue, 1917 durch SM UB 51 versenkt                                        |
| Roon                                 | Tecklenborg                          | 8022                                 | 4.1903                               | Tjitlatjap                           | 1919 Großbritannien, 1921 Constantinoupolis Griechenland, 1925 Abbruch in D |
| Seydlitz                             | Schichau                             | 7942                                 | 6.1903                               | 12.1914 Argentinien                  | 1921–1931 wieder NDL, 1933 Abbruch                                          |
| Gneisenau                            | AG Vulcan                            | 8081                                 | 8.1903                               | Antwerpen                            | 1919 Großbritannien, 1921 Citta de Genova, 1930 Abbruch                     |
| Scharnhorst                          | Tecklenborg                          | 8131                                 | 8.1904                               | Heimat                               | 1919 Frankreich, 1921 La Bourdonnais, 1931 aufgelegt, 1934 Abbruch          |
| Bülow                                | Tecklenborg                          | 9028                                 | 9.1906                               | Lissabon                             | Trás-os-Montes, 1924 Nyassa, 1950 aufgelegt, 1951 abgebrochen               |
| Yorck                                | Schichau                             | 8901                                 | 11.1906                              | Valparaíso                           | 1922–1929 wieder NDL, 1933 Abbruch                                          |
| Kleist                               | Schichau                             | 8950                                 | 4.1907                               | Padang                               | 1920 Großbritannien, 1921 Yoshino Maru, 1944 versenkt                       |
| Goeben                               | AG Weser                             | 8792                                 | 7.1907                               | Vigo                                 | 1919 Frankreich, 1920 Roussillon, 1930 aufgelegt, 1931 Abbruch              |
| Lützow                               | AG Weser                             | 8818                                 | 4.1908                               | Port Said                            | 1914 Huntsgreen, 1923–1932 wieder NDL, 1933 Abbruch                         |
| Derfflinger                          | Schichau                             | 9060                                 | 5.1908                               | Sues                                 | 1914 Huntsend, 1923–1932 wieder NDL, 1933 Abbruch                           |